# Crellin
Crellin – jednostka osadnicza w Stanach Zjednoczonych, w stanie Maryland, w hrabstwie Garrett.